# Teoria de la Senyera Reial i els ceptres daurats

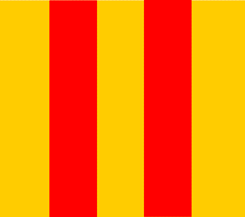
Hipotètica senyera original de 1112 formada per tres ceptres (pals) daurats sobre fons roig, on cada ceptre (pal) daurat representaria un territori: el primer al comtat de Barcelona, el segon al comtat de Besalú, i el tercer al comtat de Provença.

La Teoria de la Senyera Reial i els ceptres daurats és una teoria interpretativa sobre el significat de la Senyera Reial elaborada el 1909 per l'historiador andalús Narciso Sentenach y Cabañas. La teoria fou exposada en un article que explicava el significat de l'escut d'Espanya a la revista Revista de Archivos, Biblioteca y Museos. Aquesta teoria es basava en l'estudi dels segells, monedes i pintures on apareixia la Senyera Reial i ha quedat desacreditada a mesura que s'ha anat ampliat el registre de segells, monedes i pintures en què inicialment es fonamentava la teoria.
La teoria interpretativa que plantejà Narciso Sentenach y Cabañas el 1909 es basava en la hipòtesi que la Senyera Reial no són pals rojos sobre un fons daurat, sinó al contrari, pals daurats sobre un fons roig. A partir d'aquesta hipòtesi, plantejà la teoria que cada pal daurat representava un bastó de comandament o ceptre sobre un territori.

## Tres ceptres: Barcelona-Besalú-Provença
Segons Narcís Sentenach, els tres bastons daurats van començar a existir el 1112 sota el govern del comte de Barcelona Ramon Berenguer III «el Gran», que es casà amb Dolça de Provença. Gràcies a aquest matrimoni hauria adquirit un nou territori, un nou ceptre o bastó de comandament daurat que afegiria a la seva insígnia, de manera que hi tres bastons daurats; un pel comtat de Barcelona, un altre pel comtat de Besalú, i el darrer pel comtat de Provença.

## Tres ceptres: Barcelona-Comtats-Aragó
Més tard amb la unió dinàstica d'Aragó i Catalunya en 1137, les tres barres o bastons van ser acceptades pels reis (Peronella i Ramon Berenguer) i pel poble (les antigues armes d'Aragó, creu de Sant Jordi en plata, no foren abolides, però van cedir el lloc preferent al símbol català) i se'ls atribuïx un nou significat: Barcelona, Aragó i Montpeller

## Tres ceptres: Barcelona-Aragó-Montpeller
Van persistir en la mateixa forma, però amb Pere I de Catalunya i II d'Aragó es perderen tots els territoris d'Occitània excepte la senyoria de Montpeller (Batalla de Muret, 1213) i es dona a les barres o bastons un nou significat: una per Barcelona, una altra per Aragó i una tercera per Montpeller. El 10 d'agost de 1218 el rei Jaume I instituí en la seua capital, Barcelona, l'orde de la Mercè i li va concedir la divisa reial: "tres bastons d'or sobre fons de gules, sobremuntada per la Creu de plata del Capítol", concedida pel Bisbe Berenguer II de Palou (creu blanca sobre fons vermell).

## Tres ceptres: Barcelona-Aragó-Mallorca
La conquesta de Mallorca s'inicià en 1228 i tal vegada alterà les tres barres o bastons, perquè d'un estudi dels segells pareix desprendre's que van ser quatre bastons (daurats) des d'aquesta època. No obstant s'entra en un període de confusió sobre el nombre de barres, perquè portolans, pintures i altres documents no són coincidents, i apareixen amb relativa freqüència les tres barres, així com cinc, set i huit. En les pintures del Palau d'Aguilar de Barcelona, datades a finals del segle xiii, es representa la conquesta de Mallorca i la bandera apareix amb dues, quatre, sis i set barres vermelles i tres, cinc, set i huit grogues. El més lògic és suposar que s'afegí un bastó pel nou regne, restant amb quatre. Ara els bastons representarien: un a Barcelona i les seues dependències; un altre a Aragó; i un altre a Mallorca. En el Llibre del coneixement de tots els regnes s'atribuïx a Mallorca bandera amb pals negres (6) i verds (6) de forma arrodonida al batent, probable error amb els pals vermells i grocs de l'ensenya real.

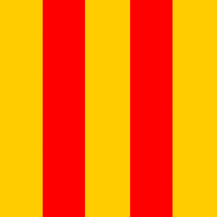
Hipotètica senyera de 1137
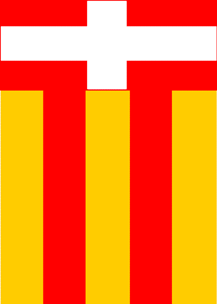
Bandera de l'orde de la Mercè 1218
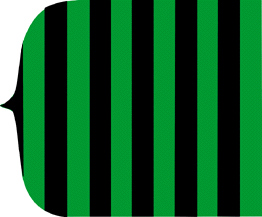
Bandera del Libro del conocimiento de todos los reinos
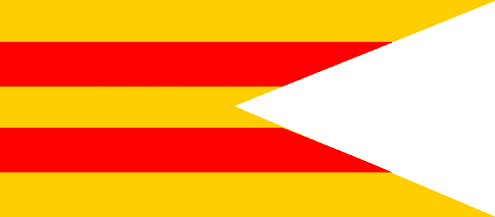
Hipotètica senyera de 1231

## Mallorca des de 1230
Sembla acreditat que a Mallorca s'usà escassament el Pavelló Reial. Jaume I ho va portar a l'illa en els últims dies de 1229, quan la ciutat de Mallorca estava a punt de ser conquerida (fou ocupada el 31 de desembre de 1229). L'estendard de Jaume I es menciona en aquesta època bipartit i amb tres bastons daurats (frescos del Palau d'Aguilar a Barcelona). Però no és l'única forma perquè com ja s'ha indicat apareix també amb quatre barres vermelles i cinc grogues (i amb una sola punta) que seria un anacronisme derivat que les pintures són uns anys posteriors a la conquesta. Amb quatre barres vermelles i cinc daurades, i en punta ho dibuixa el llibre Banderas de España. Prenent la mateixa font, açò és les pintures de la Conquesta de Mallorca del Palau Reial Major. També en les pintures el Palau d'Aguilar de Barcelona, a més de la bandera reial (amb cinc franges en total) col·locada en la tenda del rei, s'observa una altra bandera en una torre amb set franges vermelles i huit grogues. En una altra imatge el nombre de bastons grocs pareix de sis. El llibre Banderas de España mostra la bandera de set bastons grocs en forma triangular.

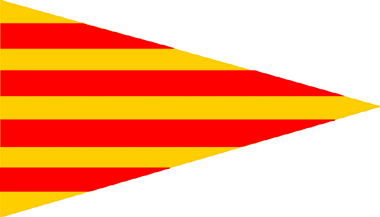
Hipotètica senyera de 1230
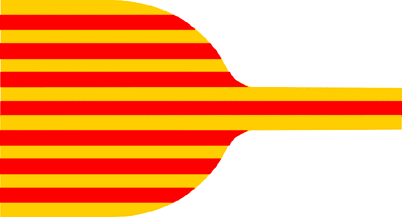
Hipotètica senyera de 1231
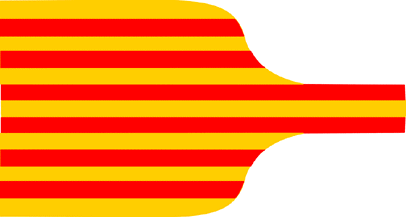
Hipotètica senyera de 1231
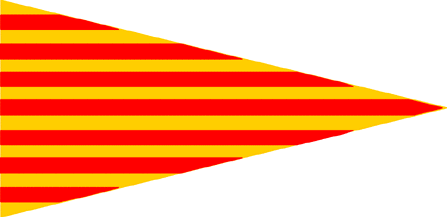
Hipotètica senyera de 1231

No és clar si aquesta confusió sobre el nombre de bastons es produïa en 1229, quan la conquesta de Mallorca, quan probablement el correcte eren tres bastons, o bé a finals del segle xiii quan es realitzen les pintures i en un moment en què el nombre de barres era incert, si més no canviant. La concessió de penó o bandera als regnes no era costum català (sinó castellana) i els reis catalans només concedien segells constituïts heràldicament o bé exemplars dels pendons o estendards reals, mostra d'honor i signe de sobirania, sense cap modificació, i concedits el mateix a tot un regne, que a una ciutat, com una humil confraria. Des de 1230 el penó reial, amb dues, tres, quatre barres vermelles representa també a Mallorca i cal suposar-ho en la forma bocellada més característica de les banderes medievals catalanes. Però a Mallorca el penó més usat és el blanc amb creu vermella pròpia del braç militar barceloní, i dels cavallers de Sant Jordi d'Alfama, els que amb l'ajuda dels jueus de l'illa, assumixen l'administració i pacificació. També es van usar la bandera del Bisbe de Barcelona i la dels diversos cavallers que van obtindre feus en l'illa.

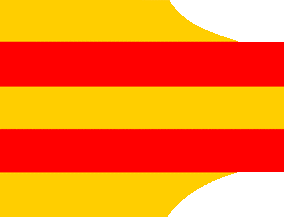
Hipotètica senyera després 1230
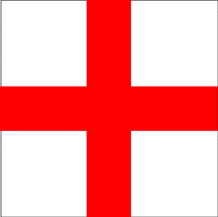
Bandera del braç militar barceloní, segle xiii
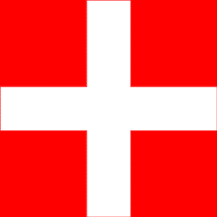
Bandera del bisbat de Barcelona

## Conquesta de València
La bandera de tres bastons daurats és testificada en diversos portolans, segells i documents reials en els segles xiii i xiv, usada tant a València com a Barcelona i Aragó, i és, sens dubte, el símbol reial en l'època. El seu nombre hauria passat a quatre bastons en 1230 i a cinc en 1240, però aquestes modificacions, no mantingudes després de la mort d'En Jaume I i recuperades més tard, crearien certa confusió en els artistes, amb la natural tendència a copiar el nombre de barres o bastons d'obres anteriors.

## Bandera de quatre bastons daurats
En aquesta època (1238) el nombre de barres no estava fixat. Com hem vist, hi ha exemples contradictoris que permeten aventurar l'ús de senyeres amb nombre de bastons variables. No obstant això, la senyera reial havia de contenir quatre bastons: un per Barcelona i els comtats feudataris; un altre per Aragó; un altre per Montpeller i els drets feudals dinàstics en el Carladès; i l'últim per Mallorca.

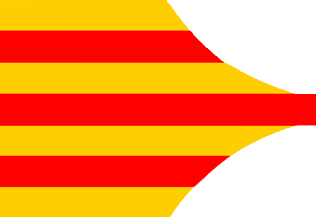
Bandera de quatre bastons daurats
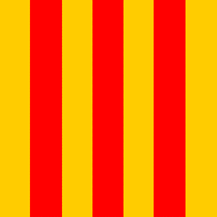
Bandera de quatre bastons daurats als segells
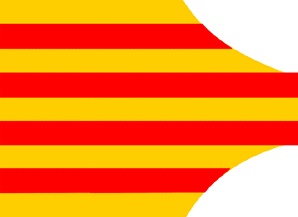
Bandera de cinc bastons daurats
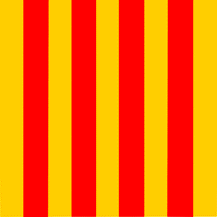
Bandera de cinc bastons daurats als segells

## Bandera de cinc bastons daurats
Des de 1241 les barres daurades en els segells reials passen de ser tres a ser cinc. En 1266 Jaume I completa la conquesta del Regne de Múrcia. Efímera conquesta que prompte és transferida a Castella. Es conserva a València, com hem vist, l'anomenat Penó de la Conquesta, probablement de quan ja s'havia afegit un cinquè bastó daurat que simbolitzava a València. Com hem vist en la conquesta de Mallorca, el Penó de la Conquesta, fins i tot sense ser segurament el penó reial, sí que havia de ser idèntic a un penó usat en la conquesta o poc després. El rei Jaume I feu diverses donacions dels penons usats en les seues expedicions a diverses entitats: hagué de fer-ho a la ciutat de València amb el Penó de la Conquesta com ho feu després amb la confraria dels negres de la ciutat i, per tant, el penó representava el rei i no al Regne.
L'autenticitat del Penó de la Conquesta resta acreditada per les mencionades pintures del Palau d'Aguilar a Barcelona però que mostren una senyera sensiblement idèntica, les pintures del retaule de Sant Jordi de Pere Niçard (actualment en el Museu diocesà de Mallorca) i les pintures murals del castell d'Alcanyís, també d'època pròxima, on igualment apareixen dues senyeres de quatre barres grogues i tres roges, una bocellada i una altra en punta. En l'escut del rei, conservat a València, s'aprecien quatre barres roges. Entre 1228 i 1241 el nombre de barres roges oscil·la entre 2 i 7 i el de bastons grocs entre 3 i 8, però des de 1241 les quatre barres roges i cinc bastons es generalitzen i aquest és precisament el disseny del Penó de la Conquesta. La imatge de la senyera reial de tres bastons, usada durant més de cent anys (almenys des de 1112 a 1229) va persistir força temps. Fins i tot apareix a l'Atles de Cresques de 1375, havent-se atribuït també la reproducció de tan sols dues barres a la falta d'espai.

## Retorn als tres bastons daurats
A la mort de Jaume I, el regne fou repartit entre els seus dos fills: al major, Pere el Gran correspongué el comtat de Barcelona i els regnes adjacents d'Aragó i València. Al segon fill Jaume II, correspongué el Regne de Mallorca, els comtats de Cerdanya i Rosselló i el senyoriu de Montpeller. Com que Jaume II posseïa el regne en feu de Pere II, la bandera usada era la mateixa en ambdós. El retorn als tres bastons explicaria l'aparició de documents d'aquest tipus posteriors a 1241 quan Jaume I va adoptar els cinc bastons.

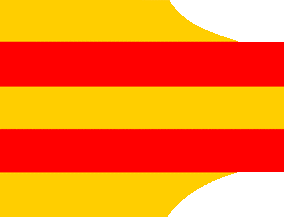
Hipotètica senyera de 1241
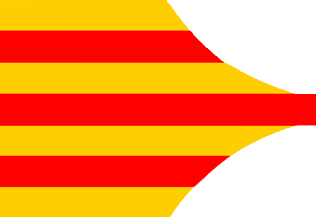
Hipotètica senyera de 1285
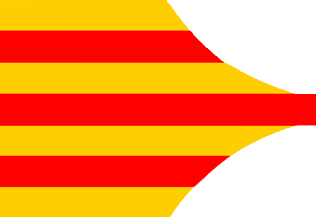
Hipotètica senyera del segle xiii i segle XIV

## Quatre bastons daurats
No consta que s'haguera modificat la senyera en el període de deu anys en què Pere i els seus successors van ocupar els estats de Jaume II (1285-1295/98). Pere el Gran havia conquerit Sicília en 1282 i aquest seria l'origen de les barres daurades i roges usades antigament a Sicília (els colors vermells i groc persisteixen en la seua actual bandera), ja que el rei va disposar que per a Sicília s'alternaren les barres catalanes amb les àguiles negres de l'illa. Amb la incorporació de Sicília s'afegiria el quart bastó daurat.

## Cinc bastons daurats
Pere va morir en 1285 i el succeí el seu fill Alfons. El regne de Sicília passà a un altre fill anomenat Jaume. Possiblement no es van modificar els pals, perquè el rei Alfons va morir en 1291. El seu germà Jaume de Sicília fou proclamat rei dels comtats Catalans, de València i Aragó (Jaume el Just) i en 1295 va renunciar a Sicília rebent a canvi Còrsega i Sardenya. L'any 1302 s'inicià l'expedició dels almogàvers. La conquesta del qual als genovesos fou llarga, culminant la conquesta de Sardenya amb la conquesta de Càller en 1326 poc abans de la seua mort (1327). El succeí el seu fill Alfons i a aquest (1335) el seu fill Pere el Cerimoniós qui va adquirir Mallorca en 1343, i Rosselló i Cerdanya en 1344 (Montpeller fou venut per Jaume III de Mallorca al rei de França el 1349). En els segells reials d'esta època apareixen sempre cinc pals daurats i quatre vermells. La reincorporació de Sicília a la corona tingué lloc en 1377. Amb això Pere dominava el Principat, Aragó, Mallorca, València, Sardenya, i Sicília i altres diversos territoris (comtats, ducats, vescomtats i senyorius) que equivalien almenys a un Regne; per tant els bastons daurats haurien de ser almenys set, però de fet únicament consta que per esta època s'afegí una sisena barra que en tot cas hauria de desaparéixer en 1392 quan el seu fill i successor Joan va confiar el Regne de Sicília al seu fill Martí. En el regnat de Joan II d'Aragó (1458-1479) apareix novament en els segells l'ús de sis barres daurades, segons pareix pel fet que fou comte de Barcelona i rei de Navarra, Aragó, Sicília, València, Mallorca. Des de llavors (1392-c.1460 i després de 1478) es van usar les cinc barres d'or i quatre de gules. Representacions de la bandera la presenten bipartida. La dinastia s'extingí amb Martí I. El succeí una dinastia d'origen castellà ràpidament integrada a Catalunya. El darrer rei d'aquesta dinastia, Ferran, a l'enviudar de la reina Isabel de Castella, intentà preservar la independència dels territoris de la corona catalana i va casar amb Germana de Foix, però, a pesar de repetits intents, no tingué fills barons i la casa d'Àustria arribà al tron d'Aragó.